# Манастирський Витовт Іванович
Витовт Іванович Манасти́рський (15 червня 1875, Завалів, нині Підгаєцький район Тернопільська область — 6 квітня 1960, Львів)  — український педагог, інженер-мірник. Брат Антіна Манастирського, стрийко — Вітольда (Витовта) Манастирського.

## Життєпис

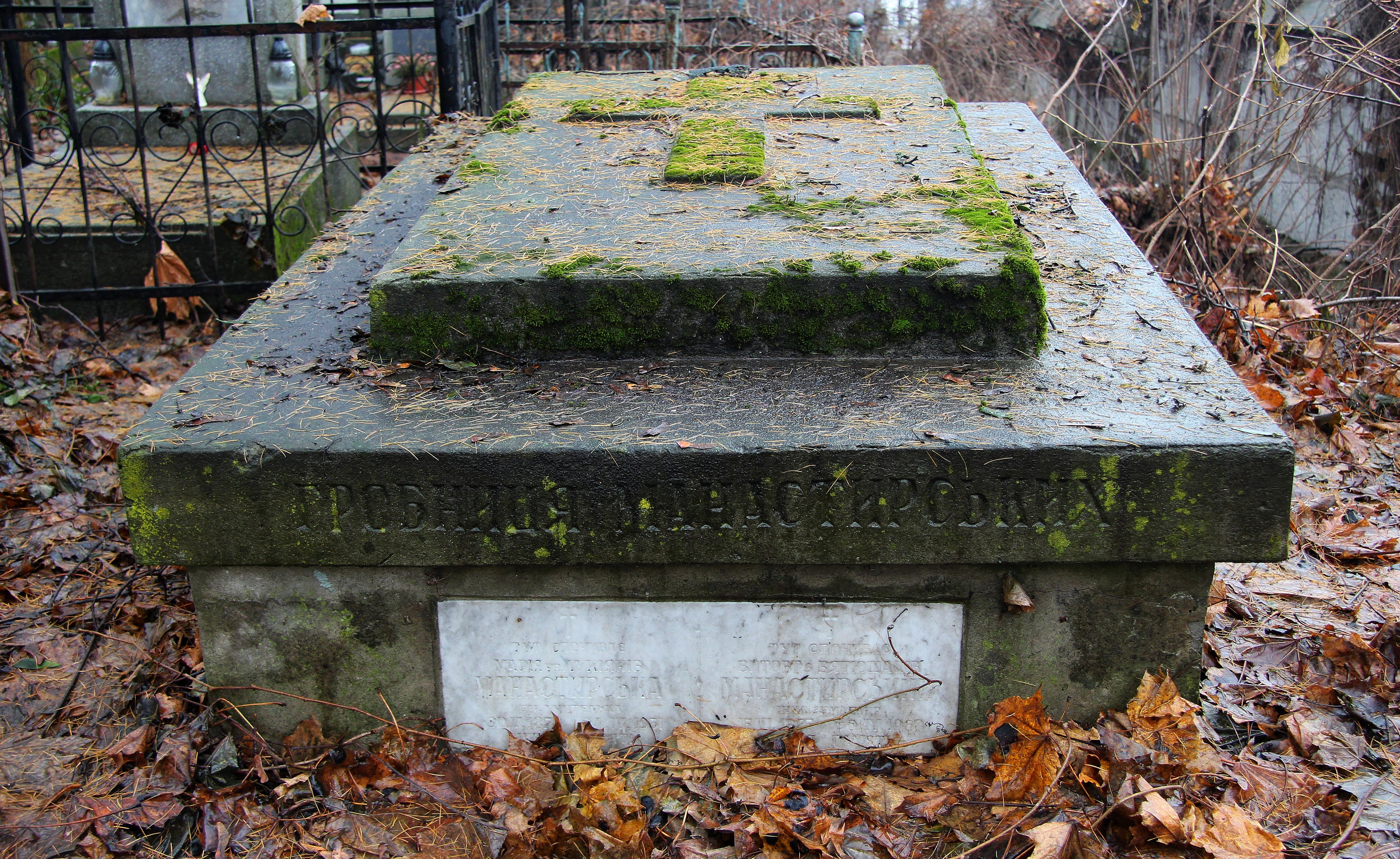
Родиний гробівець Манастирських на Личаківському цвинтарі у Львові

1902 року закінчив Львівську політехнічну школу, де упродовж 1902—1903 років й працював. Заснував перше українське технічно-помірове бюро у Львові, яке діяло у 1903—1910 та 1920—1939 роках. У 1910—1914 роках — начальник кадастрового відділу Експозитури віденської дирекції з будівництва комунікаційно-водного каналу Вісла–Одра–Дунай; 1921—1924 роки — викладач геодезії, декан інженерного факультету таємної Української високої технічної школи у Львові. Один із засновників, активний діяч та Почесний член Українського технічного товариства у Львові.
У 1939—1941 роках — старший інженер та завідувач геодезичного сектора Львівської філії інституту «Діпромісто», викладач геодезії Гірнично-паливного технікуму та Наукового комбінату Наркомлісу; 1944—1946 роки — доцент, завідувач кафедри геодезії та картографії Львівського університету, геодезист на будівництві водопроводу Уріж–Дрогобич–Борислав і газопроводу Дашава–Львів. Почесний член Українського Технічного Товариства у Львові.
Помер 6 квітня 1960 року та похований у родинному гробівці на полі № 45 Личаківського цвинтару у Львові.